# Kikla
Kikla (ككلة) is een stad met ongeveer 15.000 inwoners in het Nafusagebergte in het westen van Libië, in de historische regio Tripolitanië. Kikla ligt ten oosten van het regionale centrum Yafren en ten westen van het economische centrum Gharyan, ten zuiden van de hoofdstad Tripoli. Kikla wordt overwegend bewoond door etnische Berbers, een minderheid in Libië die tijdens het regime van dictator Moammar al-Qadhafi werd gediscrimineerd. Tijdens de Libische Opstand van 2011 is de stad in handen van de rebellen, hoewel loyalistische troepen de stad lang hebben belegerd en beschoten met raketten.